# Jim Les
James Allen Les, detto Jim (Niles, 18 agosto 1963), è un ex cestista e allenatore di pallacanestro statunitense, professionista nella NBA e in Spagna.

## Carriera
È stato selezionato dagli Atlanta Hawks al terzo giro del Draft NBA 1986 (70ª scelta assoluta).

## Statistiche

### NBA

#### Regular Season
| Anno      | Squadra          | PG  | PT | MP   | TC%  | 3P%  | TL%  | RP  | AP  | PRP | SP  | PP  |
| --------- | ---------------- | --- | -- | ---- | ---- | ---- | ---- | --- | --- | --- | --- | --- |
| 1988-1989 | Utah Jazz        | 82  | 0  | 9,5  | 30,1 | 7,1  | 78,1 | 1,1 | 2,6 | 0,3 | 0,1 | 1,7 |
| 1989-1990 | Utah Jazz        | 1   | 0  | 6,0  | -    | -    | 50,0 | 0,0 | 1,0 | 0,0 | 0,0 | 2,0 |
| 1989-1990 | L.A. Clippers    | 6   | 0  | 14,3 | 35,7 | 0,0  | 84,6 | 1,2 | 3,3 | 0,5 | 0,0 | 3,5 |
| 1990-1991 | Sacramento Kings | 55  | 8  | 25,4 | 44,4 | 46,1 | 83,5 | 2,0 | 5,4 | 1,0 | 0,1 | 7,2 |
| 1991-1992 | Sacramento Kings | 62  | 5  | 11,5 | 38,5 | 34,4 | 80,9 | 1,0 | 2,3 | 0,5 | 0,0 | 3,7 |
| 1992-1993 | Sacramento Kings | 73  | 0  | 12,1 | 42,5 | 42,9 | 84,0 | 1,2 | 2,3 | 0,5 | 0,1 | 4,5 |
| 1993-1994 | Sacramento Kings | 18  | 0  | 9,4  | 38,2 | 44,4 | 84,6 | 0,7 | 2,2 | 0,4 | 0,1 | 2,5 |
| 1994-1995 | Atlanta Hawks    | 24  | 0  | 7,8  | 28,9 | 21,7 | 85,2 | 1,1 | 1,8 | 0,2 | 0,0 | 2,1 |
| Carriera  | Carriera         | 321 | 13 | 13,2 | 39,7 | 39,6 | 81,8 | 1,2 | 2,9 | 0,5 | 0,1 | 3,8 |

#### Playoffs
| Anno     | Squadra   | PG | PT | MP  | TC% | 3P% | TL% | RP  | AP  | PRP | SP  | PP  |
| -------- | --------- | -- | -- | --- | --- | --- | --- | --- | --- | --- | --- | --- |
| 1989     | Utah Jazz | 3  | 0  | 1,7 | -   | -   | -   | 0,0 | 0,3 | 0,0 | 0,0 | 0,0 |
| Carriera | Carriera  | 3  | 0  | 1,7 | -   | -   | -   | 0,0 | 0,3 | 0,0 | 0,0 | 0,0 |

## Palmarès

### Giocatore
- All-WBL Team (1988)
- Miglior tiratore da tre punti WBL (1988)
- Miglior tiratore da tre punti NBA (1991)